# Graphania agorastis
Graphania agorastis är en fjärilsart som beskrevs av Edward Meyrick 1887. Graphania agorastis ingår i släktet Graphania och familjen nattflyn. Inga underarter finns listade i Catalogue of Life.